# Retinosi pigmentària
Les retinitis pigmentàries o retinosis pigmentàries són un conjunt de malalties genètiques de l'ull. El nom de retinitis pigmentosa va ésser proposat l'any 1855 per Franz Donders.
És un grup genèticament heterogeni que implica els fotoreceptors (conus, i bastonets) i l'epiteli pigmentari. Aquestes malalties es manifesten primer per una pèrdua de la visió nocturna seguida d'una disminució del camp visual. La pèrdua de la visió central és tardana. La malaltia la provoca una mutació genètica dins les cèl·lules de la retina, la mateixa evolució porta a la ceguesa.
Es pot dividir la retinosi pigmentària en no sindròmica, sindròmica o sistèmica afectant a altres òrgans. En aquest article només es fa referència a les no sindròmiques.

## Incidència i prevalença

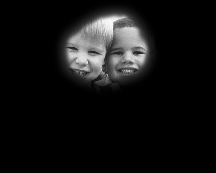
Visió en túnel per retinosi pigmentària.

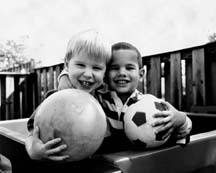
Visió normal. Cortesia de National Institutes of Health.

1 persona afectada per cada 5.000. És la causa més freqüent de ceguesa en les persones d'edat intermèdia en els països desenvolupats econòmicament.

## Descripció
En un 30% dels casos, la retinosi està associada a lesions en altres òrgans formant una trentena de síndromes. La més freqüent és la síndrome d'Usher associada a una sordesa. La síndrome de Bardet-Biedl i la malaltia de Refsum són síndromes més rares.

## Diagnòstic
Es dona a edats variables però generalment comença dels 10- 20 anys amb una disminució de la visió nocturna, a més generalment el pacient pateix de fotofòbia. En un segon moment hi ha una retracció del camp visual (visió en túnel). La ceguesa arriba sovint cap als 40 anys quan els bastonets es destrueixen.
El fons de l'ull mostra una hiperpimentació de la perifèria de la retina testimoni de la mort cel·lular.
| Transmissió                         | Freqüència |
| ----------------------------------- | ---------- |
| Transmissió autosòmica recessiva    | 5 a 20%    |
| Transmissió autosòmica dominant     | 15 a 25%   |
| Transmissió recessiva lligada a l'X | 5 a 15%    |
| Desconeguda                         | 40 a 50%   |
| Digènica                            | Molt rara  |

## Tractament
Actualment és incurable però es fan assaigs des de 1998 en trasplantaments de bastonets.
Un suplement en vitamina A pot frenar l'evolució de la malaltia. També un règim enriquit en Omega-3 retarda l'aparició de la ceguesa.